# ディッキー–フラー検定
ディッキー–フラー検定（ディッキー–フラーけんてい、英: Dickey–Fuller test）とは、統計学において、自己回帰モデルが単位根を持つかどうかを調べる仮説検定法である。統計学者のデビッド・ディッキーとウェイン・フラーに由来し、彼らはディッキー–フラー検定を1979年に提案した。

## 説明
単純なAR(1)モデルは以下のように表される。
{\displaystyle y_{t}=\rho y_{t-1}+u_{t}\,}
ここで {\displaystyle y_{t}} が興味のある変数で、{\displaystyle t} は時間のインデックスである。{\displaystyle \rho } は係数であり、{\displaystyle u_{t}} は誤差項である。もし {\displaystyle \rho =1} ならば単位根が存在する。この場合、モデルは非定常となる。
回帰モデルは次のように書くことが出来る。
{\displaystyle \nabla y_{t}=(\rho -1)y_{t-1}+u_{t}=\delta y_{t-1}+u_{t}\,}
ここで {\displaystyle \nabla } は1階差分のオペレーターである。このモデルは推定可能で、単位根の検定は {\displaystyle \delta =0} （ここでは、{\displaystyle \delta \equiv \rho -1} ）であるかという検定と同値になる。このテストは生のデータというより誤差項に対して行われるので、棄却値を計算する為に標準的なt分布を用いることは出来ない。ゆえに、この検定統計量 {\displaystyle t} は特定の確率分布を持っている。その分布はディッキー–フラー表として知られている。
ディッキー–フラー検定には3つのバージョンが存在する。
1. 単位根の検定
{\displaystyle \nabla y_{t}=\delta y_{t-1}+u_{t}\,}
2. ドリフト付き単位根の検定
{\displaystyle \nabla y_{t}=a_{0}+\delta y_{t-1}+u_{t}\,}
3. ドリフト付き単位根と非確率的時間トレンドの検定
{\displaystyle \nabla y_{t}=a_{0}+a_{1}t+\delta y_{t-1}+u_{t}\,}
どのバージョンであってもその棄却値はサンプルサイズに依存し、帰無仮説は単位根が存在すること、{\displaystyle \delta =0} となる。この検定は、真の単位根（{\displaystyle \delta =0}）であるか、ほぼ単位根に近い（{\displaystyle \delta } が0に近い）かを区別することがしばしばできないので、検出力が低い。このことを、"near observation equivalence" 問題と呼ぶ。
この検定の背後にある直感的解釈は以下のようなものである。もし系列 {\displaystyle y} が定常過程（もしくはトレンド定常過程）ならば、定数の（もしくは非確率的なトレンドの）平均を持つ傾向がある。ゆえに、大きな値の後には小さな値（負の変化）が来る傾向があるし、小さな値の後には大きな値（正の変化）が来る傾向がある。したがって、系列のレベルは次の期の変化の有意な予測値となりうるし、負の係数を持つ。一方、もし系列が和分過程（単位根過程）ならば、正の変化も負の変化も系列の現在のレベルに依存しない確率で起こり得る。例えばランダム・ウォークならば、今いる場所は次にどこに行くかに影響しない。
注目すべきは、
{\displaystyle \nabla y_{t}=a_{0}+u_{t}\,}
という式は以下のように書き直せることである。
{\displaystyle y_{t}=y_{0}+\sum _{i=1}^{t}u_{i}+a_{0}t}
ここで、{\displaystyle a_{0}t} により非確率的トレンドが定まり、{\displaystyle y_{0}+\sum _{i=1}^{t}u_{i}} により確率的な切片が定まる。結果として 確率的トレンドと呼ばれるものとなる。
ディッキー–フラー（DF）検定には拡張版がまた存在して拡張ディッキー–フラー検定（ADF検定）と呼ばれる。これは、時系列の全ての構造的効果（自己相関）を取り除いてから同じ手続きを用いて検定するものである。

## 切片と非確率的時間トレンド項を含めるかについての不確実性に対する取扱い
3つのディッキー–フラー検定のどれを使うべきかはマイナーな問題ではない。どれを使うべきかは単位根検定のサイズ（単位根が実際にあったとして単位根があるという帰無仮説を棄却する確率）と検出力（単位根が実際になかったとして単位根があるという帰無仮説を棄却する確率）が重要になる。切片や非確率的時間トレンド項の不適切な排除は係数の推定値 δ にバイアスをもたらし、実際の単位根検定のサイズと報告されるサイズが一致しなくなる。もし {\displaystyle a_{0}} の項で推定される時間トレンド項が不適切に除外されたならば、トレンドがドリフト付きランダムウォークモデルを通して捉えられるために、単位根検定の検出力は大きく減少してしまう。一方、不適切な切片や時間トレンド項の導入は単位根検定の検出力を下げ、時に検出力の下落は大きなものとなる。
切片と時間トレンド項を含めるかどうかの事前的な知識の利用はもちろん理想的ではあるが、常には不可能である。このような事前知識の利用が不可能である時の様々な検定（一連の順序検定）が提案されている。例えば、Dolado, Jenkinson, and Sosvilla-Rivero (1990)や Enders (2004) を参照の事。これらの検定はしばしば自己相関を取り除くためのADF検定に拡張されている。Elder and Kennedy (2001) は他の検定法におけるような2、3回単位根検定を行うことを避ける単純な検定法を提案し、
y の長期的な成長（ないしは収縮）が存在するか否かについての事前的な知識をどのように利用するかを議論している。Hacker and Hatemi-J (2010) はこの問題についてのシミュレーションを行っている。このシミュレーションは Enders (2004) と Elder and Kennedy (2001) の単位根検定法についてもカバーされている。Hacker (2010) で提示されたシミュレーション結果では、シュワルツ情報量規準のような情報量規準を用いることが、ディッキー–フラーのフレームワークにおいて単位根とトレンドについて決定するのに有用であると示唆されている。